# John Rous
John Rous (Charlestown, 21 maggio 1702 – Portsmouth, 3 aprile 1760) è stato un militare britannico.

## Biografia

### I primi anni
Rous nacque a Charlestown, nel Massachusetts, il 21 maggio 1702, figlio di William Rous (Rows) e di sua moglie Mary  Peachie.

### La guerra di re Giorgio
Divenne un corsaro durante la guerra di re Giorgio (parte della guerra di successione austriaca) che venne combattuta nelle colonie del Nord America tra francesi e inglesi. Entrò nella marina militare inglese tra l'aprile ed il maggio del 1740, prestando servizio come master's mate a bordo della HMS Ruby (50 cannoni). A bordo della nave Young Eagle, combatté nella campagna di Terranova (1744). Ottenne quindi una nave propria, la Snow (20 cannoni) e poi la HMS Schirley servendo come secondo in comando durante l'assedio di Louisbourg del 1745.
Il 19 maggio 1745 divenne assistente sulla HMS Mermaid che si scontrò con la HMS Vigilante (64 cannoni) francese sino a quando questa non venne catturata. Rous venne ricompensato per i suoi sforzi dal contrammiraglio sir Peter Warren, con la nomina a tenente di vascello il 22 giugno 1745. Rous rimase capitano della Shirley e venne inviato a luglio a Londra con dei dispacci. Warren acquistò la Shirley al suo ritorno ed il 24 settembre 1745 Rous venne promosso al rango di capitano di vascello.
Nel settembre del 1746 con Annapolis Royal sotto minaccia di un attacco di ciò che rimaneva della flotta del duca d'Anville, il capitano Rous, al comando della Shirley, ottenne l'ordine di assistere le difese del forte. Assieme al capitano Richard Spry "posizionò la propria nave sotto il forte all'arrivo della forte e sbarcò armi e cannoni per la difesa dello stesso" Nel 1747, dopo la battaglia di Grand Pré, Rous salpò per il bacino di Minas con un distaccamento al comando del capitano John Winslow per ristabilire il controllo britannico sull'area. La Shirley venne licenziata nel giugno del 1747 e dal 7 maggio 1749, Rous prese il comando della HMS Albany (14 cannoni).

### La guerra di padre Le Loutre
Rous era inoltre uno degli ufficiali di più lungo corso in Nuova Scozia durante la guerra di padre Le Loutre (1749-1755). Il principale ufficiale sotto il suo comando era Silvanus Cobb. Contribuì a preservare Halifax da attacchi esterni e sconfisse la resistenza di francesi, acadiani e mi'kmaq alleati insieme. Dal momento però che l'ammiragliato londinese tardava ad inviargli i preziosi aiuti di cui necessitava per l difesa della Nuova Scozia, Rous dovette improvvisarsi per la difesa attiva di Halifax, Lunenburg e Lawrencetown. Lavorò inoltre per proteggere gli insediamenti inglesi a Caso e ad Annapolis Royal, come pure nei forti inglesi nelle comunità acadiane di Grand Pre (Fort Vieux Logis), Pisiquid (Fort Edward) e Chignecto. Sotto il suo comando vi erano tre sloops da 14 cannoni ciascuna, una man-of-war dall'Inghilterra e diversi vascelli costieri dal New England.
Nel 1753, Rous divenne membro del Consiglio coloniale della Nuova Scozia. Dal 1754 al 1757 ottenne il comando della HMS Success (20 cannoni) e nel 1755 diresse le forze navali inglesi nella battaglia di Fort Beauséjour.

### La guerra franco-indiana
Prestò servizio nella guerra dei sette anni, gestendo parte dei preparativi per l'attacco a Louisbourg del 1757. Il tentativo, ad ogni modo, venne abbandonato, sebbene Rous fosse comunque nominato comandante della HMS Sutherland (50 cannoni) e combatté comunque nell'assedio alla città nel 1758. Si portò a prendere parte alla cattura di Quebec nel 1759, guidata dall'ammiraglio Charles Saunders lungo il vicino fiume, e con le truppe del generale James Wolfe. Tornò in Inghilterra sul finire del 1759 con un convoglio e morì a Portsmouth il 3 aprile 1760. Venne sepolto nella St Thomas Church il 6 aprile successivo.